# Leonel Ruiz
Leonel Wilfredo Ruiz Carmona (* 27. října 1975) je bývalý venezuelský zápasník – judista.

## Sportovní kariéra
Připravoval se v Barquisimetu ve státě Lara. Ve venezuelské mužské reprezentaci se pohyboval s přestávkami od roku 1996 v těžké váze nad 100 kg. V roce 2004 vybojoval panamerickou kontinentální kvótu pro start na olympijských hrách v Athénách, kde prohrál v úvodním kole s domácím Babisem Papaionuem před časovým limitem nasazeným držením. Sportovní kariéru ukončil po nevýrazných výsledcích v roce 2008.

## Výsledky
| Turnaj                  | 1996       | 1997       | 1998       | 1999       | 2000       | 2001       | 2002       | 2003       | 2004       | 2005       | 2006       | 2007       |
| Turnaj                  | 21         | 22         | 23         | 24         | 25         | 26         | 27         | 28         | 29         | 30         | 31         | 32         |
| Turnaj                  | těžká váha | těžká váha | těžká váha | těžká váha | těžká váha | těžká váha | těžká váha | těžká váha | těžká váha | těžká váha | těžká váha | těžká váha |
| ----------------------- | ---------- | ---------- | ---------- | ---------- | ---------- | ---------- | ---------- | ---------- | ---------- | ---------- | ---------- | ---------- |
| Olympijské hry          | —          |            |            |            | —          |            |            |            | úč.        |            |            |            |
| Mistrovství světa       |            | —          |            | —          |            | —          |            | —          |            | —          |            | úč.        |
| Panamerické hry         |            |            |            | —          |            |            |            | —          |            |            |            | úč.        |
| Panamerické mistrovství | úč.        | —          | —          | —          | —          | —          | —          | —          | 1.         | —          | úč.        | úč.        |
| Jihoamerické hry        |            |            | ?          |            |            |            | —          |            |            |            | 5.         |            |
| Středoamerické a k. hry |            |            | 2.         |            |            |            | —          |            |            |            | 3.         |            |
| Bolívarské hry          |            | —          |            |            |            | —          |            |            |            | 2.         |            |            |